# زیسترسدورف
زیسترسدورف (به آلمانی: Zistersdorf) یک شهر در اتریش است که در ناحیه گنزرندورف واقع شده‌است. زیسترسدورف ۵٬۳۵۴ نفر جمعیت دارد.

## خواهرخوانده
شهرهای هدنین، تسوتل و نینهاگن خواهرخوانده‌های زیسترسدورف هستند.